# Christiane Endler
Claudia Christiane Endler Mutinelli  (Santiago, 23 de julio de 1991) es una futbolista profesional chilena. Juega como guardameta en el Olympique de Lyon de la ligue 1 de Francia. Se retiró de la Selección Chilenasiendo una de las mayores referentes en el ámbito internacional.
Según diversos expertos y autoridades en el mundo del fútbol, es considerada una de las mejores arqueras del mundo y una de las mejores jugadoras en la historia de su país. En 2021 fue reconocida como la mejor arquera del mundo por la Federación Internacional de Historia y Estadística de Fútbol y al año siguiente obtuvo el premio The Best FIFA a la mejor portera.
Ha jugado por la selección de fútbol femenino sub-17 y la selección de fútbol femenino sub-20, participando en el Sudamericano Femenino Sub-17 y en la Copa Mundial Femenina de Fútbol Sub-20 de 2008. De la misma forma, representó a la selección femenina absoluta en la Copa Mundial Femenina de Fútbol de 2019. Su último partido fue la semifinal de los Juegos Panamericanos de 2023 frente a Selección de los Estados Unidos, obteniendo una victoria por 2-1 sobre las norteamericanas.

## Primeros años
Durante su infancia, Endler practicó diferentes deportes, como tenis, natación, hockey, baloncesto, vóleibol y gimnasia artística, decantándose finalmente por el fútbol.
A los 10 años integró por primera vez un equipo de fútbol, en el Stadio Italiano, donde jugaba principalmente como delantera. Posteriormente participó en campeonatos escolares, defendiendo al Colegio Alemán de Santiago y al Club Deportivo Santiago Oriente, bajo la dirección de Manuel Moncada y Bernardita Sotomayor, respectivamente.

## Carrera

### Unión La Calera y Everton

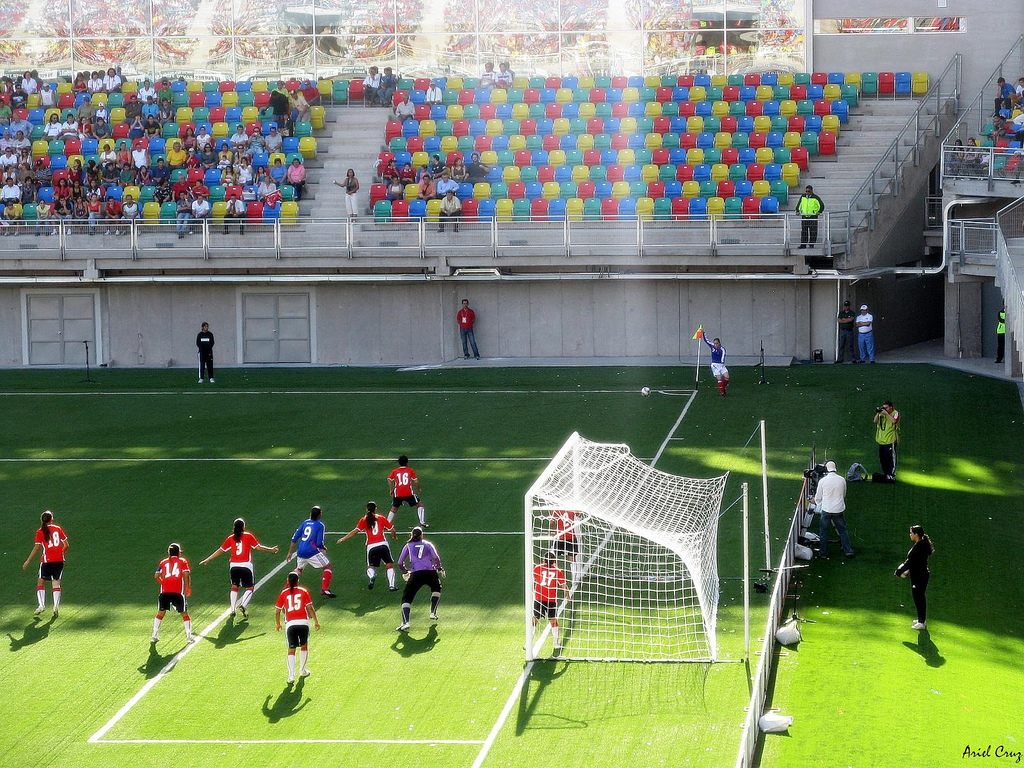
Endler disputando un partido con la selección femenina de fútbol sub-20 de Chile.

Tras disputar un torneo escolar organizado por la Asociación Nacional de Fútbol Profesional, Endler se integraría en 2007 a los entrenamientos de la selección femenina de fútbol sub-17 de Chile, dirigida entonces por Nibaldo Rubio, en calidad de delantera. El preparador de guardametas y exfutbolista, Marco Antonio Cornez, le sugirió a Endler cambiar de puesto, dado que reunía las condiciones necesarias, destacando su altura.
Posteriormente, Endler se integró al primer equipo de Unión La Calera en 2007, para disputar el primer campeonato de Primera División de fútbol femenino de Chile. Lograría el quinto lugar del campeonato de Primera División 2008. El año siguiente lograría el sexto lugar del campeonato de Primera División 2009. Ambos años fue premiada con el galardón a la Mejor deportista del fútbol femenino de Chile.
Fichó por Everton de Viña del Mar. Con los ruleteros lograría el primer lugar de la primera y segunda fase regular del campeonato de Primera División 2010; sin embargo, finalmente remataron en la segunda posición del cuadrangular final, a 3 puntos del campeón, Colo-Colo. Se coronaría campeona de la Copa Chile 2010, venciendo en la final a las albas.
En el plano internacional, llegó a la final de la Copa Libertadores Femenina 2010, perdiendo por la cuenta mínima ante el Santos F. C. Fue destacada como la mejor arquera del certamen. Su buen desempeño tanto a nivel nacional como internacional se vio reflejado en la obtención de su tercer galardón a la Mejor deportista del fútbol femenino de Chile.

### Primer paso por Colo-Colo y primera experiencia en el extranjero
Tras disputar la final de Copa Libertadores, Endler recibió una propuesta para fichar por el Santos F. C. Sin embargo, la similitud técnica entre los torneos chileno y brasileño la hicieron desestimar la oferta. Finalmente fichó por Colo-Colo.
En su primer año en la casa alba, logra los campeonatos de Apertura y Clausura de 2011. Nuevamente disputa una final, logrando el subcampeonato de Copa Libertadores Femenina 2011 tras perder por la cuenta mínima ante el São José.
Al año siguiente logra su tricampeonato, tras vencer en el Campeonato de Apertura 2012. 
Recibe una beca deportiva en la Universidad del Sur de Florida, donde jugó dos años, entre 2012 y 2014. Pese a no participar al inicio de la Copa Libertadores Femenina 2012 por motivos estudiantiles, se sumó al plantel para disputar la fase final, jugando las semifinales y la final del torneo. Disputó la final continental ante el Foz Cataratas. El partido finalizó 0:0, por lo que definió mediante lanzamientos de penalti. Endler fue clave, atajando uno de los dos penales perdidos del rival, que permitieron a Colo-Colo coronarse campeón de Copa Libertadores por primera vez.
Tras su exitoso paso por Colo-Colo, en octubre de 2011 Endler recibió nuevamente una propuesta de la Universidad del Sur de Florida, aceptando en dicha ocasión. Se trasladó en julio de 2012 a Tampa para estudiar inicialmente educación física, aunque posteriormente decantaría por estudiar negocios, carrera de 4 años de duración. unió a la rama de fútbol South Florida Bulls.

### Chelsea FC
Durante su estancia en Estados Unidos, es observada durante un partido de la liga universitaria por la entrenadora del Chelsea L.F.C., Emma Hayes, quien le ofreció fichar por el club londinense en 2014. El acuerdo se oficializa el 3 de abril de 2014. «Tiane» abandonó su carrera de negocios y se trasladó a la localidad de Watford, donde rápidamente obtuvo la titularidad con The Blues, ganándole el puesto a las arqueras Marie Hourihan de Inglaterra y Rebecca Bull de Estados Unidos. Sin embargo, la sobrecarga física terminó por relegarla a la suplencia, siendo reemplazada por Marie Hourihan. Endler jugó solamente 5 partidos, encajando cuatro goles.
Durante un entrenamiento con la selección femenina de fútbol de Chile durante la Copa América Femenina 2014, Endler se sometió a una resonancia magnética tras presentar molestias en la rodilla izquierda. El examen imagenológico constató una rotura del menisco medial. El club londinense asumió los gastos médicos, aunque la futbolista rechazó realizar su recuperación en Inglaterra. Finalmente, tras recuperarse, rechazó renovar contrato aduciendo diferencias económicas.

### Retorno a Colo-Colo
Tras volver a Chile, Endler recibió ofertas de Santiago Morning y su exclub, Colo-Colo, decidiendo volver al club de Macul. Logra el título del Campeonato de Apertura 2015, tras vencer en la final a Universidad de Chile por 3:1. Disputa la final de la Copa Libertadores Femenina 2015, perdiendo por tercera oportunidad el título, tras caer por 3:1 ante el Ferroviária. Culmina el 2015 con la obtención de su cuarto premio a la Mejor deportista del fútbol femenino de Chile.

### Valencia FC
En 2016, Christiane vuelve a Europa. Esta vez a la Primera División Femenina, para incorporarse a Valencia, club donde logra rápidamente la titularidad y ganando el Premio Zamora como la guardameta menos batida de la Liga luego de una gran campaña, donde sólo recibió nueve goles en 23 partidos, con un coeficiente de 0.39. Endler se transforma así en la primera jugadora extranjera de la Liga femenina de España en conquistar el Zamora.

### Paris Saint-Germain
Luego de su gran año en Valencia «Tiane» es fichada por un grande de Francia como es el Paris Saint-Germain, siendo oficializada en el equipo el 5 de julio de 2017. Fue elegida por la Unión Nacional de Futbolistas Profesionales (UNFP) como la mejor arquera de la temporada 2018-19 de la Division 1 Féminine. Endler volvió a recibir el premio por la temporada 2020-2021. En aquella temporada, Endler ganó el campeonato femenino francés junto al PSG, lo que significó el fin de la racha del Olympique de Lyon, que había sido campeón por 14 años consecutivos. En 2021 fue incluida por la Federación Internacional de Historia y Estadística de Fútbol (IFFHS) en el equipo femenino sudamericano ideal de todos los tiempos, siendo la única jugadora no brasileña de las once titulares.
El 16 de junio de 2021, anunció su despedida del PSG, declarando «Luego de cuatro temporadas en este maravilloso club, creo que he cumplido un ciclo».

### Olympique de Lyon
Tras su salida del PSG firmó un contrato con el Olympique de Lyon. Debutó con ese equipo el 18 de agosto de 2021  en la Women's International Champions Cup, una copa internacional de partidos amistosos que se realiza en Estados Unidos.
En mayo de 2022 fue campeona de La Liga de Campeones Femenina de la UEFA luego de vencer en la final al Barcelona por 3-1. Con ese título se convirtió en la cuarta futbolista en la historia que ha ganado tanto la Copa Libertadores como la Liga de Campeones, después de las brasileñas Marta Vieira da Silva, Cristiane y Rosana dos Santos Augusto. El 29 de ese mismo mes, se convirtió en bicampeona de la Division 1, tras vencer en la última jornada a su ex-equipo PSG por 1-0, tras el gol de la estadounidense Catarina Macario a los tres minutos de partido. Con el elenco de Lyon también logró la Supercopa de Francia 2022, luego de la victoria 1-0 sobre el Paris Saint-Germain el 28 de agosto de 2022, y la Copa de Francia 2022-23, venciendo al cuadro capitalino 2-1 el 13 de mayo de 2023.
El 21 de mayo de 2023, Endler y el Olympique de Lyon se coronaron nuevamente como campeonas de la División 1, tras vencer por 1-0 al PSG en la penúltima fecha del torneo. Mientras, el 10 de septiembre de 2023, con la chilena como titular, el Olympique se quedó por tercera vez con la Supercopa de Francia, luego de superar por 2-0 al PSG.
Endler y el Olympique lograrían una nueva corona de División 1 el 17 de mayo de 2024, luego de derrotar por 2-1 al PSG en la final, siendo ésta la corona 17 del elenco de Lyon y el tetracampeonato de la chilena.
El 25 de mayo el Olympique de Lyon cayó 2-0 ante el FC Barcelona en la final de la Liga de Campeones Femenina, privando a Endler de conseguir su segundo título continental. Sin embargo, la chilena fue elegida en el equipo ideal del torneo.

## Estadísticas

### Clubes
| Club                | País           | Año       |
| ------------------- | -------------- | --------- |
| Unión La Calera     | Chile          | 2008-2009 |
| Everton             | Chile          | 2010      |
| Colo-Colo           | Chile          | 2011-2012 |
| South Florida Bulls | Estados Unidos | 2012-2014 |
| Chelsea             | Inglaterra     | 2014      |
| Colo-Colo           | Chile          | 2015-2016 |
| Valencia            | España         | 2016-2017 |
| París Saint-Germain | Francia        | 2017-2021 |
| Olympique de Lyon   | Francia        | 2021-     |

### Selecciones

#### Participaciones en fases finales con la selección de Chile
| Categoría                 | Competición                          | Sede     | Resultado    | Partidos | Goles |
| ------------------------- | ------------------------------------ | -------- | ------------ | -------- | ----- |
| Selección femenina Sub-17 | Sudamericano femenino Sub-17 de 2008 | Chile    | Primera fase | 4        | 0     |
| Selección femenina Sub-20 | Mundial femenino Sub-20 de 2008      | Chile    | Primera fase | 3        | 0     |
| Selección femenina Sub-20 | Sudamericano femenino Sub-20 de 2010 | Colombia | Tercer lugar | 6        | 0     |
| Selección femenina        | Copa América femenina 2010           | Ecuador  | Tercer lugar | 6        | 0     |
| Selección femenina        | Juegos Panamericanos de 2011         | México   | Primera fase | 3        | 0     |
| Selección femenina        | Juegos Suramericanos de 2014         | Chile    | Subcampeón   | 4        | 0     |
| Selección femenina        | Copa América femenina 2014           | Ecuador  | Primera fase | 2        | 0     |
| Selección femenina        | Copa América femenina 2018           | Chile    | Subcampeón   | 7        | 0     |
| Selección femenina        | Mundial femenino de Fútbol de 2019   | Francia  | Primera fase | 3        | 0     |
| Selección femenina        | Juegos Panamericanos de 2023         | Chile    | Subcampeón   | 4        | 0     |
| Total                     | Total                                | Total    | Total        | 42       | 0     |

## Palmarés

### Títulos nacionales
| Título               | Club                | País    | Año     |
| -------------------- | ------------------- | ------- | ------- |
| Copa Chile           | Everton             | Chile   | 2010    |
| Primera División     | Colo-Colo           | Chile   | 2011-A  |
| Primera División     | Colo-Colo           | Chile   | 2011-C  |
| Primera División     | Colo-Colo           | Chile   | 2012-A  |
| Primera División     | Colo-Colo           | Chile   | 2015-A  |
| Copa de Francia      | París Saint-Germain | Francia | 2017-18 |
| Division 1 Féminine  | París Saint-Germain | Francia | 2020-21 |
| Division 1 Féminine  | Olympique de Lyon   | Francia | 2021-22 |
| Supercopa de Francia | Olympique de Lyon   | Francia | 2021-22 |
| Copa de Francia      | Olympique de Lyon   | Francia | 2022-23 |
| Division 1 Féminine  | Olympique de Lyon   | Francia | 2022-23 |
| Supercopa de Francia | Olympique de Lyon   | Francia | 2022-23 |
| Division 1 Féminine  | Olympique de Lyon   | Francia | 2023-24 |
| Division 1 Féminine  | Olympique de Lyon   | Francia | 2024-25 |

### Títulos internacionales
| Título                                | Club              | País    | Año     |
| ------------------------------------- | ----------------- | ------- | ------- |
| Copa Libertadores Femenina            | Colo-Colo         | Chile   | 2012    |
| Liga de Campeones Femenina de la UEFA | Olympique de Lyon | Francia | 2021-22 |

### Distinciones individuales
| Distinción                                                                                         | Año                                                  |
| -------------------------------------------------------------------------------------------------- | ---------------------------------------------------- |
| Mejor deportista del fútbol femenino de Chile, según el Círculo de Periodistas Deportivos de Chile | 2008, 2009, 2010, 2015, 2017, 2018, 2019, 2021, 2022 |
| Mejor portera de la Copa Libertadores Femenina                                                     | 2010                                                 |
| Portera menos batida de la Primera División Femenina de España                                     | 2016-17                                              |
| Mejor portera de la Liga francesa, según la UNFP                                                   | 2018-19, 2020-21, 2021-22, 2022-23                   |
| Mejor deportista del año, según el Círculo de Periodistas Deportivos de Chile                      | 2019                                                 |
| Mejor portera del mundo, según The Guardian                                                        | 2020                                                 |
| Finalista del Premio The Best FIFA a Mejor portera                                                 | 2019, 2020, 2022                                     |
| Equipo ideal del FIFA/FIFPro WorldXI Femenino                                                      | 2020, 2021, 2022                                     |
| Mejor arquera del mundo, según la IFFHS                                                            | 2021, 2022                                           |
| Mejor portera del Premio The Best FIFA                                                             | 2021                                                 |
| Mejor portera de la Liga de Campeones Femenina de la UEFA                                          | 2021-22                                              |
| Equipo ideal de la Liga de Campeones Femenina de la UEFA                                           | 2023-24                                              |

## Vida personal
El 20 de mayo de 2021, en Francia, contrajo matrimonio con su pareja de años, Sofía Orozco (hija del cantante Cristóbal), bajo la legislación marital francesa. La futbolista ítalo-estadounidense Arianna Criscione hizo públicas las fotografías de la boda a través de la red social Instagram, en las cuales se veía a la pareja recién casada sosteniendo una libreta de matrimonio francesa.